# Heterogomphus hiekei
Heterogomphus hiekei är en skalbaggsart som beskrevs av S. Endrödi 1976. Heterogomphus hiekei ingår i släktet Heterogomphus och familjen Dynastidae. Inga underarter finns listade i Catalogue of Life.